# عبد الأمير مطر
عبد الأمير مطر (1941 - 30 ديسمبر 2009)، ممثل كويتي. انتسب إلى فرقة مسرح الخليج العربي في عام 1963، إذ اشترك في بداية مشواره الفني ممثلاً مع الراحل المخرج المبدع صقر الرشود في الأعمال التالية: 'أنا والأيام' من تأليف الرشود 1964، و'الجوع' تأليف عبد العزيز السريع 1964، و'عنده شهادة، الحاجز' (الملالة) 1966، وقد أخرج عبد الأمير مطر أول مسرحية له بعنوان 'لا طبنا ولا غدا الشر' للمؤلفة وفاء الصدر المقتبسة من 'لكل حقيقته' للكاتب لويجي برانديللو وقد عرضت مدة عشرة أيام على مسرح كيفان 25 فبراير 1968. بعد خلاف مع 'الخليج' انتقل مطر إلى فرقة المسرح الشعبي التي أخرج لها: هدوا المسلسل 1973، ضعنا بالطوشة 1974، شرايج بوعثمان 1974، مفاوضات مع الشيطان 1974، هذا الميدان يا حميدان 1977، صبيان وبنات 1980. ثم انتقل مطر إلى فرقة المسرح الكويتي وأخرج: تسمح تضحك 1983، تصفيق للعم 1984، احنا شباب الديسكو 1985، المدرسة العجيبة 1988، ومسرحية 'الشفاف' التي فازت بجائزة أفضل عرض متكامل في الدورة الأولى لمهرجان الكويت المسرحي عام 1989، ثم عاد مرة أخرى إلى المسرح الشعبي وأخرج له: 'الحرمنة' 1994 التي اشترك بها في مهرجان الكويت المسرحي، ثم قدم 'العالم الثالث' 1999. كما أخرج مطر في عام 1983 مسرحية 'فرسان المناخ' من تأليف وبطولة عبد الحسين عبد الرضا وإنتاج مسرح الفنون، واشترك كمخرج منفذ مع المخرج فؤاد الشطي في مسرحية 'جنون البشر' عام 1997. بعد تخرجه في المعهد العالي للفنون المسرحية قسم التمثيل والإخراج المسرحي، عمل مطر كمساعد مخرج مدة سنة في التلفزيون، ثم ابتعث إلى إنكلترا وحصل على دبلوم إخراج تلفزيوني من الإذاعة البريطانية، بعدئذ أخرج عدة مسلسلات درامية بينها: دنيا الدنانير 1980، والمغامرون الثلاثة 1986، ورحلة العجائب 1990، ويوميات متقاعد 1990. وقد عمل مطر أيضاً مذيعاً في الإذاعة المحلية (إذاعة البرنامج الثاني)، وقدم فيها العديد من البرامج، كما كتب مجموعة من الأغاني مثل: 'الدلال' للمطرب مصطفى أحمد، و'تشبه أمواج البحر'، و'جاي تعيد اللي مضى' لعباس البدري، و'سمار' لعوض الدوخي.

## حياته الأسرية
تزوج من والدة أبناءها المخرجة سميرة مطر والممثل هاني مطر، ثم تزوج من الإعلامية أمل عبد الله وأنجبا أبناهم خالد، نايف، عبد الله، أماني ثم تطلقا، وتزوج من والدة ابنه أمير.

## أعماله في التمثيل
- نقطة ضعف
- الإنسان هو الإنسان
- الصراع

## أعماله في الإخراج
- وين ما أطقها عوية
- جنون البشر
- يوميات متقاعد
- الكذب ينفع أحيانا
- رحلة العجائب
- غلطة عمري
- زوجة تحت التمرين
- تسمح تضحك
- المغامرون الثلاثة
- شرايك بوعثمان
- فرسان المناخ
- تصفيق للعم
- دنيا الدنانير
- أزهار الشك
- وأخيرا عرفت الحقيقة
- اللعبة
- ضعنا بالطوشة
- مفاوضات مع الشيطان
- هدوا المسلسل

## روابط خارجية
- عبد الأمير مطر على موقع قاعدة بيانات الأفلام العربية